# Banndeich
Banndeich ist ein veralteter Begriff für einen Hauptdeich, der unter staatlicher Aufsicht steht und zur Abwehr von Hochwassern dient. Ein Hochwasserschutz kann mit mehreren Deichen hergestellt sein, wobei der Banndeich als die primäre Schutzlinie betrachtet wurde.

## Begriffsherkunft und historische Bedeutung
Der Begriff „Banndeich“ leitet sich von der historischen Bedeutung des Wortes „Bann“ ab, das auf obrigkeitliche Autorität und Kontrolle hinweist. Banndeiche waren zentrale Bestandteile des Hochwasserschutzes und unterstanden strengster Überwachung und Pflege durch staatliche oder regionale Institutionen, da sie den Schutz von Siedlungen und landwirtschaftlichen Flächen vor Überschwemmungen gewährleisteten.

## Funktion und Aufbau
Banndeiche wurden meist in Gebieten errichtet, die regelmäßig von Flusshochwassern betroffen waren. Sie waren in ihrer Bauweise darauf ausgelegt, den höchsten zu erwartenden Wasserständen standzuhalten und unterschieden sich von anderen Deichtypen wie dem Qualmdeich, der als sekundäre Schutzlinie diente oder dem Notdeich, der oft improvisiert angelegt wurde.
Typisch für Banndeiche war ihre massive Konstruktion, die eine Kombination aus Erddeichen, Steinschüttung und teilweise bepflanzten Schutzflächen auf der Böschung umfassen konnte.

## Bedeutung im modernen Hochwasserschutz
Der Begriff „Banndeich“ wird heute nur noch selten verwendet und ist weitgehend durch den allgemeineren Begriff „Hauptdeich“ ersetzt worden. Dennoch hat die historische Praxis der Banndeich-Bewirtschaftung den modernen Hochwasserschutz stark beeinflusst. Auch heute stehen Hauptdeiche unter staatlicher Aufsicht, und viele der damals entwickelten Bau- und Wartungstechniken finden weiterhin Anwendung.